# Rudy Linka

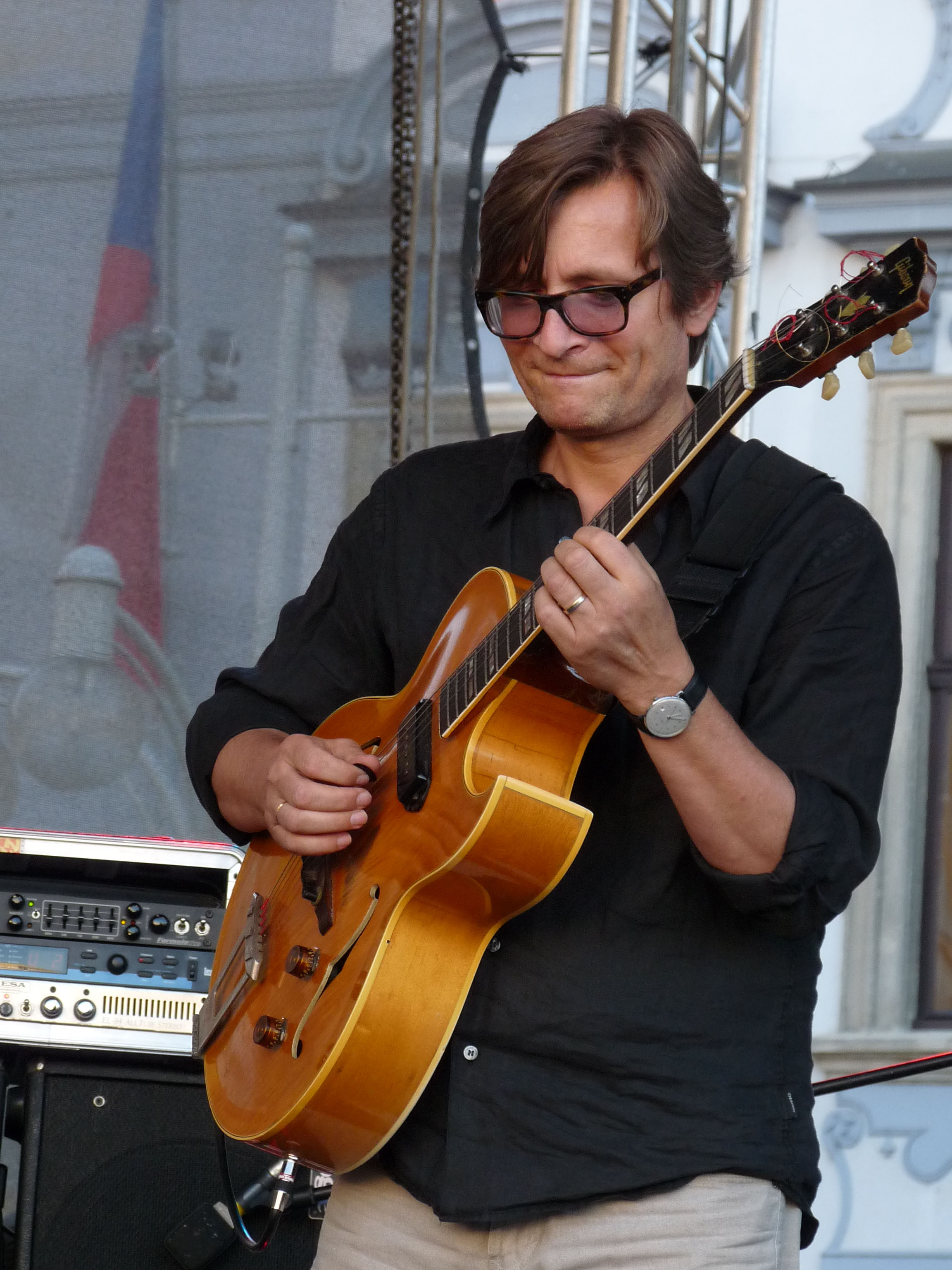
Rudy Linka (2009)

Rudy Linka (* 29. Mai 1960 in Prag) ist ein tschechisch-amerikanischer Gitarrist des Modern Jazz. 

## Leben und Wirken
Linka studierte am Konservatorium in Prag klassische Gitarre und kam durch Karel Velebný zum Jazz. 1979 emigrierte er zunächst nach Deutschland, bevor er ab 1980 in Schweden lebte. Dort setzte er sein Studium fort und trat oft mit Red Mitchell auf. Durch diesen vermittelt wechselte er 1984 ans Berklee College of Music, um 1985 nach New York City zu ziehen und sich ab 1986 bei John Abercrombie und Jim Hall fortzubilden. Abercrombie war auch auf seinem Debütalbum zu hören. Im Duo mit George Mraz und mit eigenen Gruppen trat er ab Beginn der 1990er Jahre auf internationalen Festivals (Prag 1991, 1993), Sheppholms (1992) auf. Weiterhin spielte er mit Bob Mintzer, Michael Formanek, Gil Goldstein, Miles Evans oder Adam Nussbaum.
Außerdem war er als Dozent am Berklee College und am Konservatorium von Milwaukee tätig.
Darüber hinaus ist Linka Gründer und künstlerischer Leiter des Bohemia Jazz Fest, eines seit 2005 alljährlich in verschiedenen tschechischen Städten stattfindenden Wander-Jazzfestivals.

## Diskographische Hinweise
- News from Home mit Bob Mintzer, 1992 auf dem tschechischen Arta Label (das in engem Zusammenhang mit dem AghaRTA Jazzclub in Prag steht und mit ECM zusammen vertreibt)
- Always Double Czech (1996, mit George Mraz und Marvin Smitty Smith)
- Lucky Southern (2004, mit John Abercrombie, John Scofield, Dan Fabricatore, Kenny Wollesen)